# معركة حقل غاز الشاعر (أكتوبر–نوفمبر 2014)
معركة حقل غاز الشاعر الثانية هي معركة بين تنظيم داعش والحكومة السورية من أجل السيطرة على حقل غاز الشاعر خلال الحرب الأهلية السورية. وقد كان الهجوم هو الثاني من نوعه الذي تشنه قوات تنظيم الدولة الإسلامية داعش .